# Bahnhof Schönefeld (bei Berlin)
Der Bahnhof Schönefeld (bei Berlin), bis 19. Oktober 2020 Bahnhof Berlin-Schönefeld Flughafen und bis 9. Dezember 2023 Bahnhof Flughafen BER – Terminal 5 (Schönefeld), befindet sich in der brandenburgischen Gemeinde Schönefeld.
Ursprünglich in den 1950er Jahren als Kontrollbahnhof an der Ost-Berliner Stadtgrenze eingerichtet, diente er in der Folge der Erschließung des nahegelegenen Flughafens Berlin-Schönefeld und wurde zu einem wichtigen Umsteigebahnhof zwischen S-Bahn- und Fernverkehr. Seine Aufgaben als Fernbahnhof verlor er in den 1990er und 2000er Jahren. Nach der Eröffnung des Flughafens Berlin Brandenburg (BER) wurde ein Teil des alten Flughafens zum Terminal 5 des BER und der Bahnhof entsprechend umbenannt. Die Gleis- und Signalanlagen gehören zu den Betriebsstellen Flughafen BER Terminal 5 Schönefeld (S-Bahn), die von der S-Bahn Berlin bedient wird, sowie Flughafen BER Terminal 5 Schönefeld (F-Bahn) für den Regional-, Fern- und Güterverkehr. Die meisten Regionalzüge fahren seit Eröffnung des BER am 31. Oktober 2020 statt des alten Schönefelder Bahnhofs den neuen Flughafenbahnhof an.
Die Bahnhofsanlage mit Empfangsgebäude, Bahnsteigtunnel und Wartehäuschen auf den Bahnsteigen wurde 2023 unter Denkmalschutz gestellt.

## Geschichte

### Vorgeschichte
Der Ort Schönefeld erhielt am 27. September 1900 seinen ersten Bahnhof, Schönefeld (Kr. Teltow) an der Neukölln-Mittenwalder Eisenbahn (NME).
Mitte Mai 1938 wurde mit dem Bau des Berliner Güteraußenringes (GAR) begonnen, der aufgrund des Zweiten Weltkrieges jedoch schnell und nur notdürftig errichtet wurde. Der GAR kreuzte in Schönefeld die Strecke der NME und erhielt im Ort ebenfalls einen Bahnhof, der zunächst nur betrieblichen Zwecken diente und ebenfalls Schönefeld (Kr. Teltow) hieß. Nach dem Zweiten Weltkrieg wurde auf dem durch Schönefeld führenden Teilstück des GAR der Personenverkehr aufgenommen, im Ort entstanden mit Schönefeld (Kr. Teltow) Mitte und Schönefeld Siedlung neue Stationen. Aufgrund der Berlin-Blockade wurde die Strecke der NME am 25. Oktober 1948 an der Stadtgrenze unterbrochen. Bereits am 3. Januar 1949 wurde in Schönefeld eine Verbindungskurve zwischen NME und GAR errichtet, der Schönefelder Bahnhof der NME erhielt den Namen Schönefeld (Kr. Teltow) Dorf.
Um 1950 machten sich die Folgen der Trennung Deutschlands und Berlins immer stärker bemerkbar, eine leistungsfähige Umfahrung von West-Berlin war nötig geworden. Die Trasse des GAR war dafür jedoch nicht nutzbar, da sie teilweise durch West-Berliner Gebiet führte. Am 1. Mai 1950 begannen die Bauarbeiten für den Berliner Außenring, der am 1. Juli 1951 zwischen Genshagener Heide und Schönefeld in Betrieb ging. Die offizielle Einweihung war am 10. Juli 1951. Da südlich des Ortes Schönefeld bereits der neue Flughafen im Entstehen war, musste die Trasse mitten durchs Dorf und den Dorfteich geführt werden. Östlich von Schönefeld nutzten die Züge in den ersten Monaten noch die Trasse des GAR, am 10. Dezember 1951 ging der Außenring zwischen Schönefeld und dem Grünauer Kreuz in Betrieb.
Der mit dem Außenring am 10. Juli 1951 eröffnete Bahnhof Schönefeld (b Berlin) diente zunächst nur betrieblichen Zwecken und als Kontrollbahnhof der DDR-Grenzorgane für den Zugang nach Ost-Berlin. Auch Fluggäste durften ein- und aussteigen. Dennoch blieb die Anbindung des Flughafens an die Stadt unbefriedigend. Bereits Anfang 1959 plante man eine elektrische S-Bahn zwischen Schönefeld und dem Grünauer Kreuz mit Anschluss an die Innenstadt und dem Ausbau des Kontrollbahnhofs Schönefeld (b Bln) zu einem Verknüpfungspunkt zwischen Flug- und Eisenbahnverkehr. Dazu kam es jedoch zunächst nicht.

### Nutzung als Flughafenbahnhof

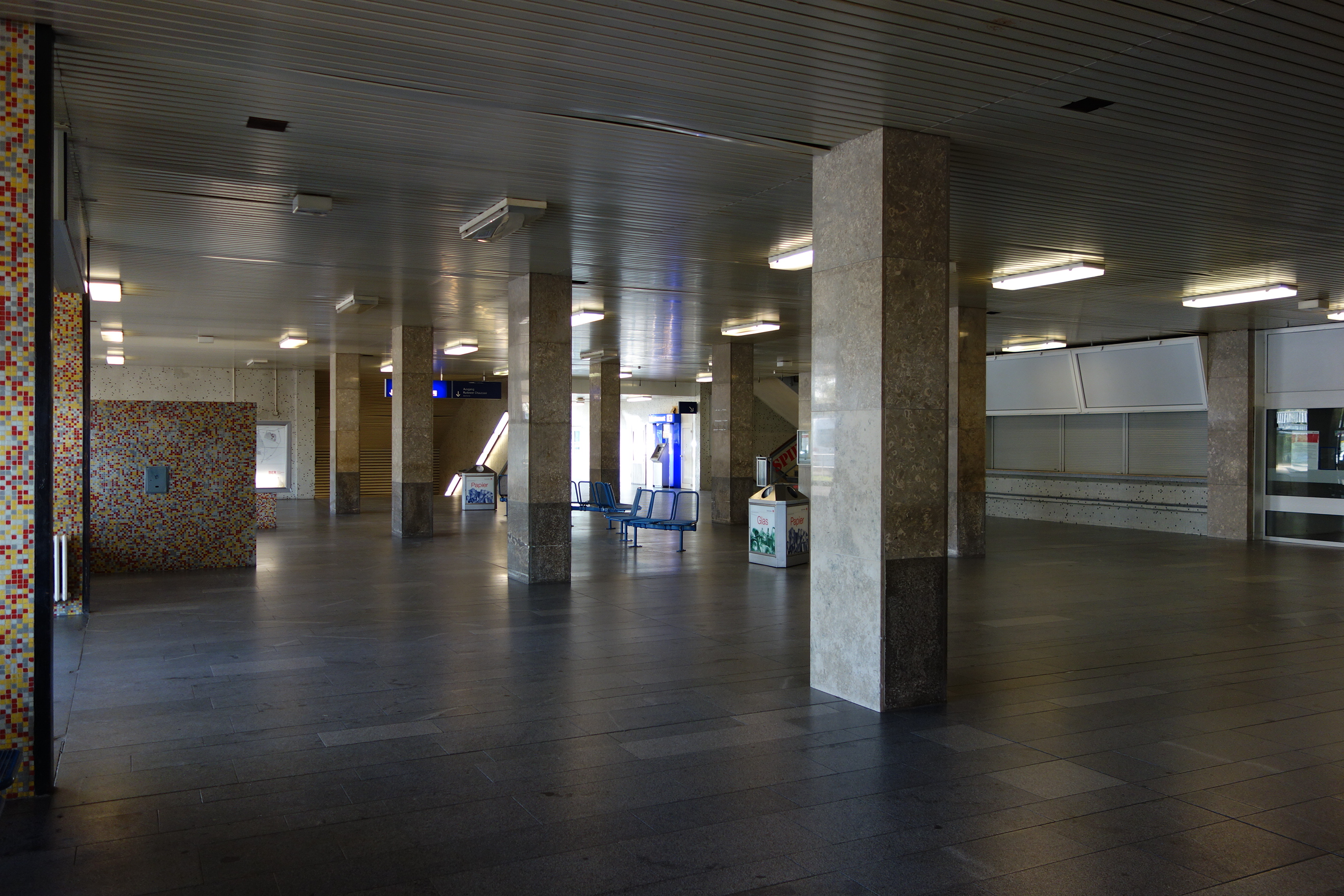
Eingangshalle, 2014

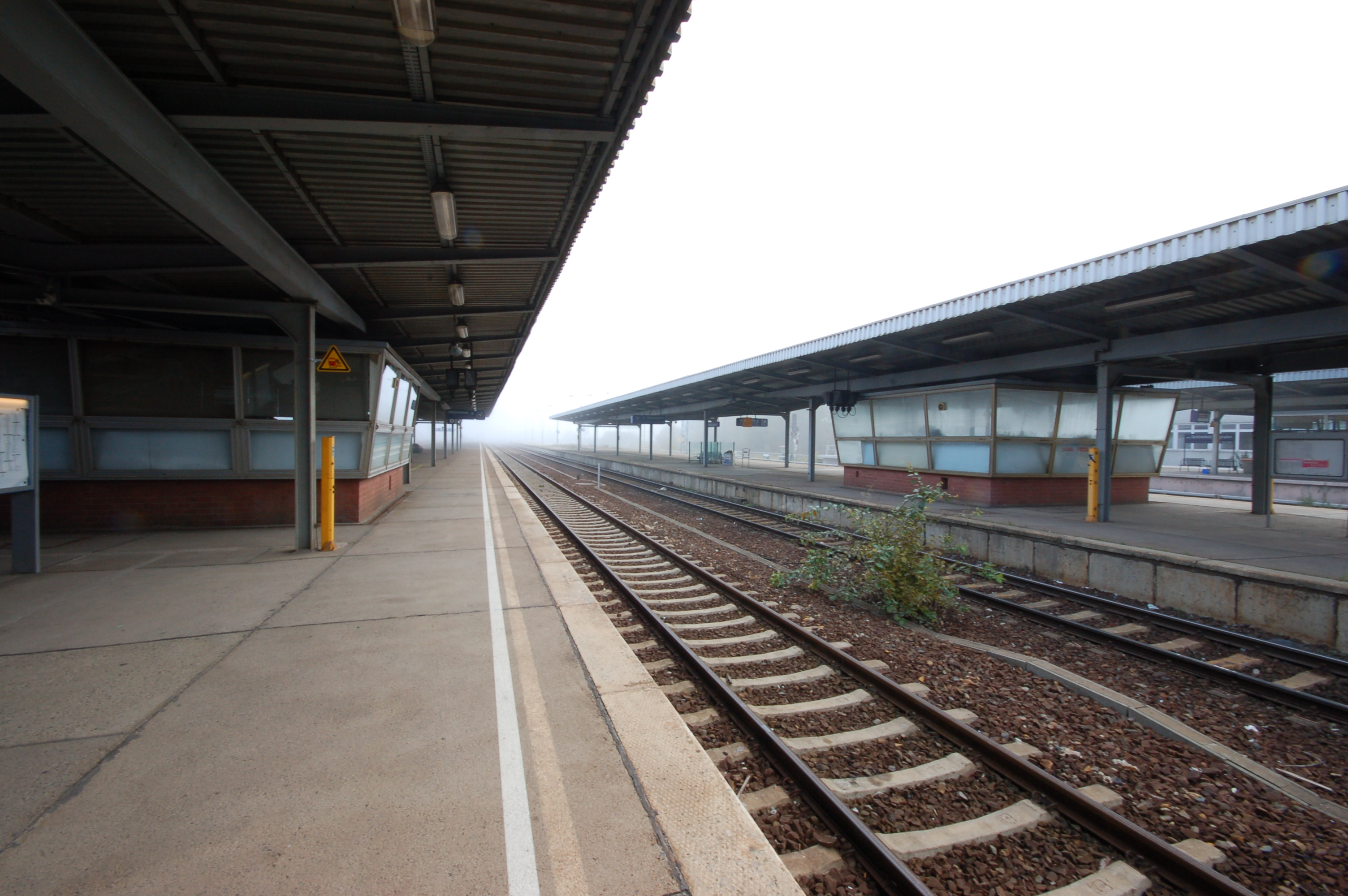
Bahnsteige, 2010

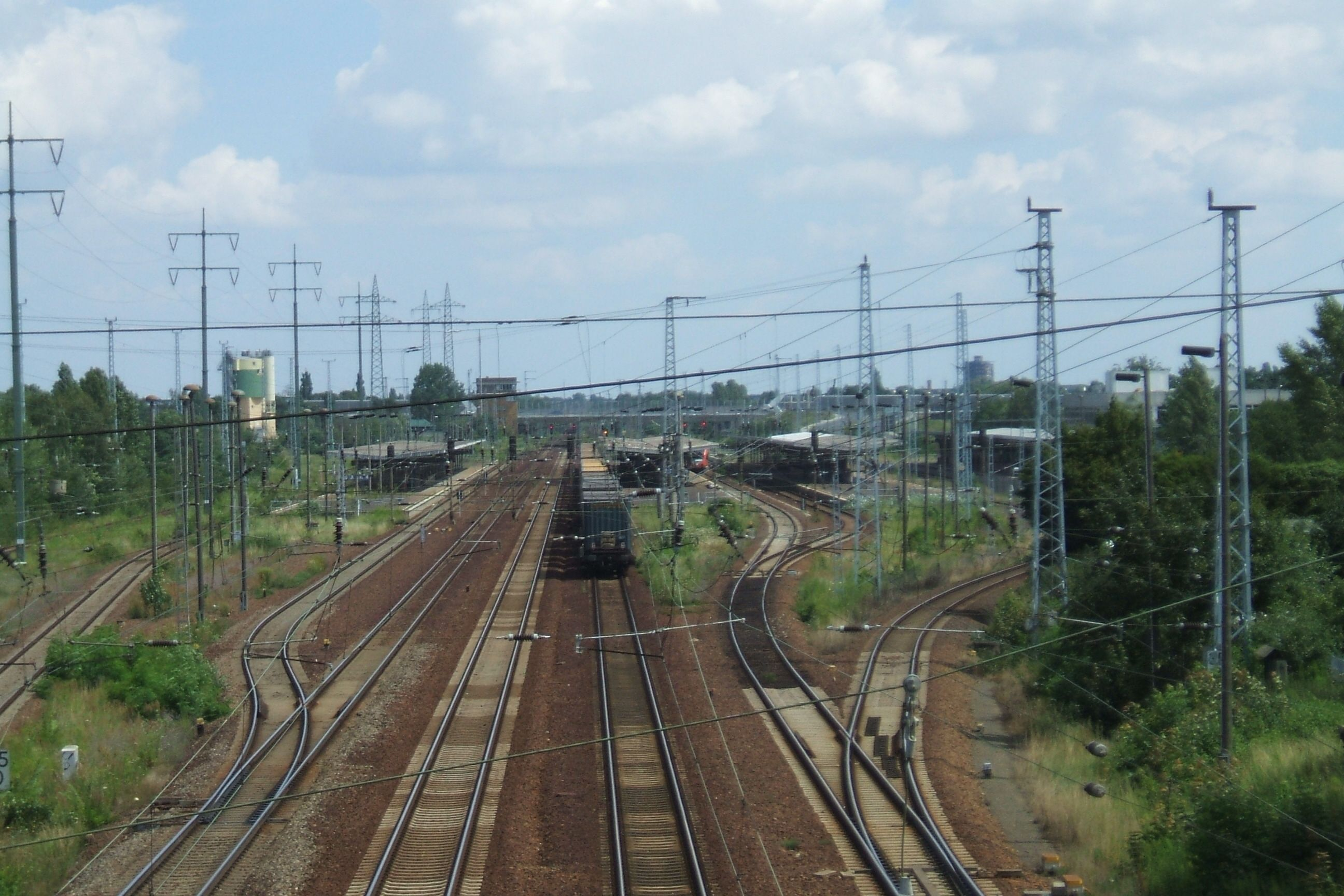
Gleisanlagen, 2007

Die Notwendigkeit für einen Ausbau des Flughafenbahnhofs wuchs nach dem Bau der Berliner Mauer am 13. August 1961. Es ging dabei nicht mehr nur um eine Anbindung des Flughafens, sondern auch um die Verbindung der Orte südlich von Berlin mit der Innenstadt, nachdem der Weg durch West-Berlin unterbrochen worden war. Die Planungen für den Bau der S-Bahn nach Schönefeld waren nun dringend umzusetzen, Ende September war Baubeginn für die neue S-Bahn-Strecke, die am Grünauer Kreuz von der bestehenden Strecke nach Königs Wusterhausen abzweigte. Bereits am 26. Februar 1962 gingen die Strecke und ein zusätzlicher Bahnsteig in Schönefeld für die S-Bahn in Betrieb, Schönefeld war jetzt an das Berliner S-Bahn-Netz angebunden. Auch an den Ferngleisen wurde der ehemalige Kontrollbahnhof zum öffentlichen Halt. Im gleichen Jahr wurde der Bahnhof zweimal umbenannt: zuerst in Zentralflughafen Schönefeld  (25. März 1962), anschließend in Zentralflughafen Berlin-Schönefeld. Im Zusammenhang mit der Umbenennung des Flughafens erhielt der Bahnhof am 1. Juni 1976 den Namen Flughafen Berlin-Schönefeld.
Trotz nachträglichen Errichtens von Abfertigungsgebäude und Fahrkartenausgabe blieb der Bahnhof lange Zeit nur ein Provisorium. Die Infrastruktur erfüllte weder die repräsentativen Funktionen als Eingangstor zur DDR-Hauptstadt noch die praktischen Funktionen, die für einen wichtigen Umsteigebahnhof der DDR nötig waren. Ähnlich wie für den Flughafen selbst gab es eine Reihe von Umbauplänen, die allerdings jahrelang nicht verwirklicht wurden. Im DDR-Volksmund hieß der Bahnhof deshalb lange Zeit „Bahnhof freies Feld“.
1976 erhielt der Flughafen ein neues Abfertigungsgebäude, die Neue Passagierabfertigung, das jedoch in erheblichem Abstand zum Bahnhof errichtet wurde. Damals diskutierte Projekte wie die Verschwenkung der S-Bahn zum neuen Terminal oder der Bau einer U-Bahn zwischen Bahnhof und Abfertigungsgebäude wurden nicht in Angriff genommen. Zudem hielten hier auch Verbindungen des höchstwertigen DR-Fernzugangebotes Städteexpress.
Im Sommer 1978 begann der Totalumbau des Bahnhofs. Es entstanden verbreiterte und überdachte Bahnsteige; ein Fußgängertunnel anstatt der Brücke wurde zusammen mit einem neuen Empfangsgebäude am 29. Juni 1984 in Betrieb genommen. Der S-Bahnsteig folgte am 14. Dezember 1984. Am 25./26. März 1983 ging ein neues Gleisbildstellwerk in Betrieb, am 28. Mai des gleichen Jahres wurde der elektrische Betrieb auf den Ferngleisen aufgenommen.
Seit dem Mauerfall 1989 nahm die Bedeutung des Bahnhofs nach und nach ab. Bis zur Eröffnung des neuen Nord-Süd-Fernbahntunnels im Berliner Stadtzentrum am 28. Mai 2006 verkehrten noch sämtliche Züge von Berlin nach Dresden und Halle/Leipzig über den Flughafenbahnhof. Danach wurde der Verkehr größtenteils auf die kürzere Nord-Süd-Fernbahn zum neuen Berliner Hauptbahnhof verlegt.
Seit Anfang der 2000er Jahre wurde der Flughafen Berlin Brandenburg geplant, in den der alte Flughafen Schönefeld aufgehen sollte. Für den neuen Flughafen entstand südlich des alten ein neues Terminal, darunter wurde der neue Bahnhof Flughafen BER gebaut, der betrieblich 2011 fertiggestellt wurde. Er wurde jedoch wegen der Verzögerungen beim Bau des eigentlichen Flughafens nicht genutzt, sodass der alte Flughafen und der Bahnhof Berlin-Schönefeld Flughafen unverändert in Betrieb blieben.
Im September 2014 wurde bekanntgegeben, dass das Empfangsgebäude des Bahnhofs abgerissen werden soll. Im Inneren des Gebäudes standen bereits viele Läden leer.
Zum 15. Oktober 2014 wurde das Bahnhofsgebäude „leergezogen“ und geschlossen. Der Zugang zu den Bahnsteigen ist seitdem nur noch über die Außentreppen und -rampen möglich. Ab Herbst 2015 wurde es wieder als Anlaufstelle für Flüchtlinge genutzt, die mit Sonderzügen in Schönefeld ankamen. Nachdem 2016 die Flüchtlingszahlen zurückgegangen waren, wurde es auch für die Zukunft als Reserve für den Fall wieder steigender Flüchtlingszahlen vorgesehen. Über einen späteren Abriss war im Dezember 2016 noch nicht entschieden.
Mit der Inbetriebnahme des neuen Flughafens, nun BER genannt, ging auch der Bahnhof unter dessen Terminal Ende Oktober 2020 für den Fahrgastverkehr in Betrieb. Die neue Verkehrsstation erhielt den Namen Flughafen BER – Terminal 1-2, die Verkehrsstation des alten Bahnhofs wurde in Flughafen BER – Terminal 5 (Schönefeld) umbenannt. Zuvor hatten Pläne existiert, den Bahnhof lediglich Schönefeld zu nennen, diese wurden allerdings mit der Weiternutzung des ursprünglichen Flughafenterminals als Terminal 5 des neuen Flughafen zunächst aufgegeben und der Bahnhof nach dem Terminal benannt.
Der namengebende Terminal 5 des Flughafens wurde im Februar 2021 zunächst coronabedingt geschlossen, im November 2022 entschied sich der Aufsichtsrat des Flughafens für eine dauerhafte Schließung des Terminals. Dementsprechend wurde der Bahnhof zum 10. Dezember 2023 in Schönefeld (bei Berlin) umbenannt, und der neue Flughafenbahnhof wurde in Flughafen BER umbenannt.

### Denkmalschutz

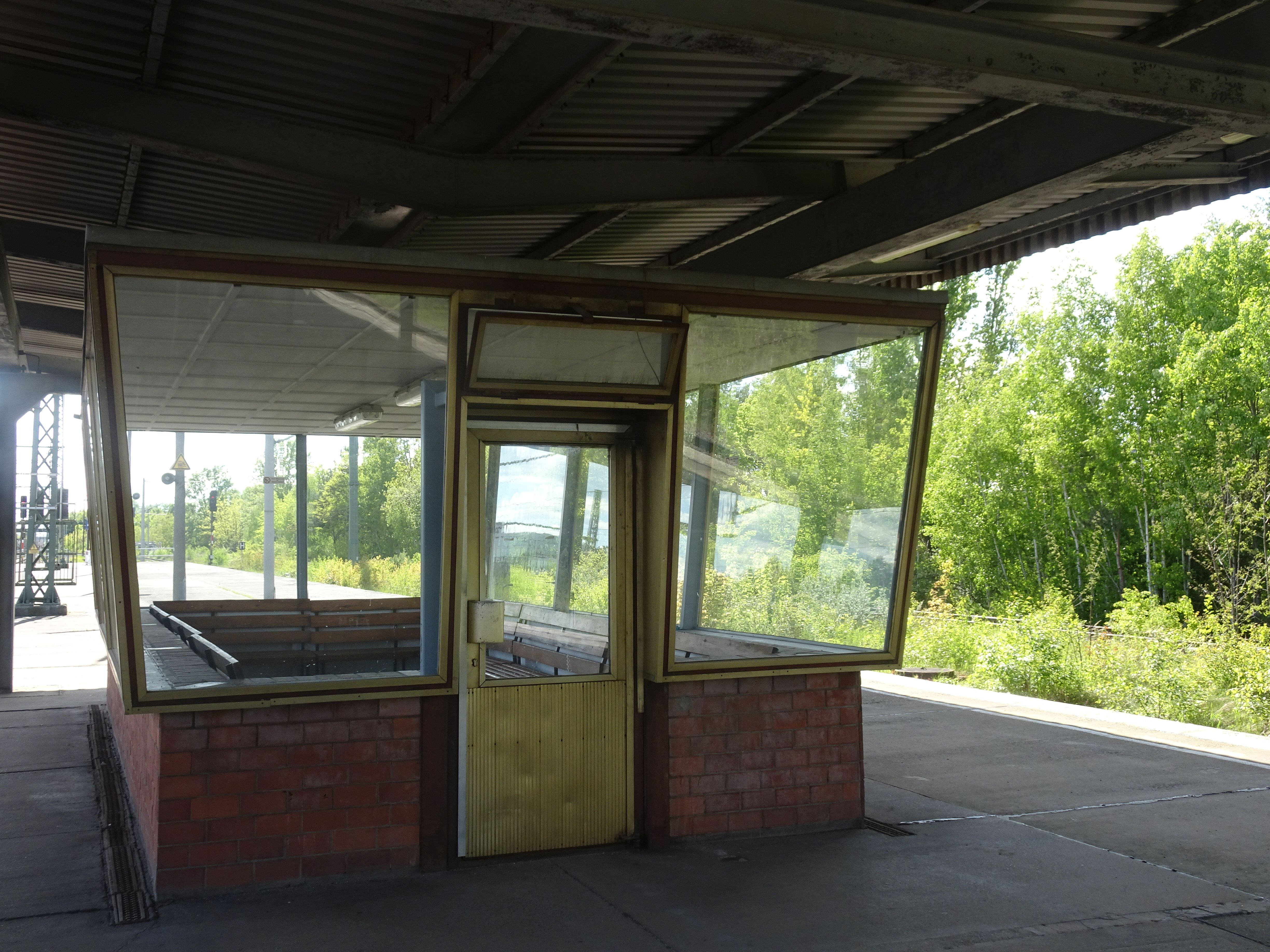
Wartepavillon auf dem nördlichen Fernbahnsteig.

Im April 2023 gab das Brandenburgische Landesamt für Denkmalpflege bekannt, dass der Bahnhof mit Empfangsgebäude, der zwölf Meter breiten Fußgängerunterführung, den Bahnsteigen mit den Aufsichtsgebäuden und einem Wartehäuschen unter Denkmalschutz gestellt wurde. Der Bahnhof gilt laut Denkmalbehörde als wichtiges Zeugnis der Eisenbahn- und der DDR-Geschichte sowie der deutschen Teilung.

## Verbindungen
Bis zur Eröffnung des neuen Berliner Hauptbahnhofs im Juni 2006 wurden die aus Richtung Halle/Leipzig und Dresden kommenden Züge über den Berliner Außenring zunächst nach Schönefeld und von dort aus weiter in Richtung Stadtbahn geleitet. Die Wiederinbetriebnahme der Anhalter Bahn macht diesen Umweg überflüssig, wodurch fast sämtliche Fernverkehrsverbindungen über den Bahnhof Südkreuz geleitet wurden.
Vom 4. Mai bis 30. Oktober 2020 hielten mit den Zügen der IC-Linie 17 wieder Fernverkehrszüge im Bahnhof. Seit dem 31. Oktober, dem Tag der Inbetriebnahme des neuen Flughafens, wurden alle Linien des Fern- und Regionalverkehrs, die zuvor den Bahnhof Flughafen BER – Terminal 5 (bis zum 19. Oktober 2020 Berlin-Schönefeld Flughafen) bedienten, über den neuen, unterirdischem Bahnhof unter dem Terminal 1 geführt, wo auch Anschluss im Halbstundentakt an den Flughafenexpress (FEX) besteht. Seit dem 26. Oktober (S9) bzw. 30. Oktober 2020 (S45) sind auch die S-Bahn-Linien, die zuvor im Bahnhof endeten, über den Bahnhof hinaus zum neuen Flughafenbahnhof, mit Zwischenhalt in Waßmannsdorf verlängert worden.
Fast alle Linien des Fern- und Regionalverkehrs wurden seitdem über den neuen Bahnhof geführt. Nur in den Nächten von Montag auf Dienstag zwischen 22 Uhr und 0.30 Uhr fuhren einzelne RE- und RB-Züge der Linien FEX und RB 22 den Bahnhof Flughafen BER – Terminal 5 an. Außerhalb dieser Zeitspanne verblieb im und am Bahnhof lediglich der S-Bahn-Verkehr, die Stadt- und Expressbusse der BVG sowie der Regionalen Verkehrsgesellschaft des Landkreises Dahme-Spreewald.
Von Dezember 2022 bis zur Fertigstellung der Fernbahngleise der Dresdener Bahn (voraussichtlich im Dezember 2025) wird der Bahnhof wieder regelmäßig vom Regionalverkehr angefahren. In diesem Zeitraum bedienen die Linien RB 24 und RB 32 den Bahnhof.
| Linie                    | Linienverlauf | Takt (min) | EVU              |
| ------------------------ | --- | ---------- | ---------------- |
| RB 24                    | Schönefeld (bei Berlin) – Schöneweide – Ostkreuz – Lichtenberg – Hohenschönhausen – Bernau – Eberswalde Hbf | 60         | DB Regio Nordost |
| RB 32                    | Schönefeld (bei Berlin) – Schöneweide – Ostkreuz – Lichtenberg – Hohenschönhausen – Oranienburg | 60         | DB Regio Nordost |
|                          | Südkreuz – Tempelhof – Hermannstraße – Neukölln – Köllnische Heide – Baumschulenweg – Schöneweide – Johannisthal – Adlershof – Altglienicke – Grünbergallee – Schönefeld (bei Berlin) – Waßmannsdorf – Flughafen BER | 20         | S-Bahn Berlin    |
|                          | Spandau – Stresow – Pichelsberg – Olympiastadion – Heerstraße – Messe Süd – Westkreuz – Charlottenburg – Savignyplatz – Zoologischer Garten – Tiergarten – Bellevue – Hauptbahnhof – Friedrichstraße – Hackescher Markt – Alexanderplatz – Jannowitzbrücke – Ostbahnhof – Warschauer Straße – Treptower Park – Plänterwald – Baumschulenweg – Schöneweide – Johannisthal – Adlershof – Altglienicke – Grünbergallee – Schönefeld (bei Berlin) – Waßmannsdorf – Flughafen BER | 20         | S-Bahn Berlin    |
| Stand: 15. Dezember 2024 | |            |                  |